# Mount Harvey (Antarktika)
Mount Harvey ist ein eisfreier Berg im ostantarktischen Enderbyland. Er ragt 10 km ostnordöstlich des Mount Gleadell in den Tula Mountains auf.
Teilnehmer einer Mannschaft der Australian National Antarctic Research Expeditions unter der Leitung des deutsch-australischen Geologen Peter Wolfgang Israel Crohn (1925–2015) sichteten den Berg im Jahr 1955. Das Antarctic Names Committee of Australia (ANCA) benannte ihn nach William H. Harvey (* 1919), Zimmermann auf der Mawson-Station im Jahr 1954.